# Herman Teirlinck

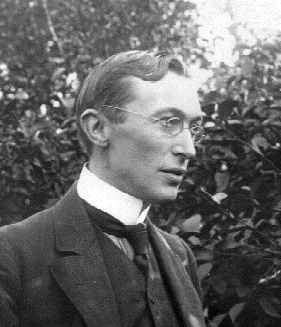
Teirlinck (1905)

Herman Louis Cesar Teirlinck (n. 24 februarie 1879, Sint-Jans-Molenbeek - d. 4 februarie 1967, Beersel-Lot), a fost un scriitor belgian.